# Las Ventas
Las Ventas ist eine Stierkampfarena in Madrid. Die im Neomudéjarstil erbaute und 1934 eröffnete Arena bietet 23.798 Zuschauern Platz und ist damit die größte Spaniens und hinter der Plaza México in Mexiko-Stadt und gleichauf mit der Plaza de Toros Monumental de Valencia in Valencia (Venezuela) eine der größten weltweit. Neben dem Stierkampf dient Las Ventas unter anderem auch als Schauplatz für Konzerte und diverse Sportveranstaltungen.

## Geschichte
Als der Stierkampf sich zu Beginn des 20. Jahrhunderts in Madrid wachsender Zuschauerzahlen zu erfreuen begann, entschloss sich die Stadt zum Bau einer neuen Arena. Im Jahr 1918 erwarb die Provinzverwaltung von Madrid die Gründe in Ventas del Espíritu Santo im Osten der damaligen Stadt. Der Bau der von den Architekten José Espeliú y Arruga und Manuel Muñoz Monasterio im Neomudéjarstil konzipierten Arena begann schließlich im Jahr 1922. Der erste Stierkampf fand noch während der Bauphase am 17. Juni 1931 statt. Die Einkünfte der Benefizveranstaltung gingen an arbeitslose Bauarbeiter. Das Präsidium bildeten Niceto Alcalá Zamora, Staatspräsident der Zweiten Republik, und Alejandro Lerroux. Erst drei Jahre später, am 21. Oktober 1934, erfolgte schließlich die offizielle Eröffnung der Stierkampfarena. Die erste komplette Saison fand 1935, mit insgesamt 47 Stierkämpfen, statt.
Während des von 1936 bis 1939 andauernden Spanischen Bürgerkriegs stand die Arena leer, die Wiedereröffnung erfolgte am 24. Mai 1939. Zu einer der berühmtesten Stierkampfstätten des Landes stieg Las Ventas jedoch mit der 1947 ins Leben gerufenen Feria de San Isidro, einer der prestigeträchtigsten Veranstaltungen des Kalenders, auf.
Am 28. Juni 1994 wurde Las Ventas zu einem Geschützten Kulturdenkmal erklärt.

## Nutzung
Die von Taurodelta, S.A. betriebene Arena dient vorrangig dem Stierkampf. Die Saison startet am ersten Wochenende im März und endet mit dem letzten Wochenende im Oktober. Die wichtigste Veranstaltung ist die seit 1947 zu Ehren des Stadtheiligen Isidor von Madrid stattfindende Feria de San Isidro, an der von Mitte Mai bis Anfang Juni täglich Stierkämpfe auf dem Programm stehen. Neben dem traditionellen Stierkampf findet in Las Ventas auch seit dem Jahr 2000 jeweils im Juli das nationale Finale und die wichtigste Veranstaltung im Stiersprung (Recortadores) statt. Die Arena beherbergt auch ein Museum, das Museo Taurino, in dem die Geschichte des Stierkampfes in Madrid erzählt wird. Auch zahlreiche Bilder, Dokumente, historische Werbeplakate und originale Kleidungsstücke und Exponate berühmter Toreros, Stiere und Stierkämpfe werden ausgestellt.
Neben Stierkampf ist die Arena auch häufig Schauplatz von Konzerten, diese finden in der Regel im Juni, Juli, September und Oktober statt. Unter anderem spielten international bekannte Namen wie The Beatles (2. Juli 1965), The Cure, R.E.M., Coldplay, Radiohead, Iron Maiden, AC/DC, Shakira oder Kylie Minogue in Las Ventas.
Seit 2002 ist die Arena fester Bestandteil und die wichtigste Station der Red Bull X-Fighters, einer jährlich stattfindenden Serie von Freestyle Motocross Wettbewerben.
Beim Davis Cup 2008 diente Las Ventas der spanischen Mannschaft, mit Nadal, Ferrer, Feliciano López und Verdasco in ihren Reihen, bei ihrer Halbfinalbegegnung gegen die USA mit Roddick, Querrey, Mike Bryan und Mardy Fish als Heimstadion. Die Iberer setzten sich mit 4:1 durch.

## Lage und öffentliche Verkehrsmittel
Las Ventas liegt im Zentrum von Madrid, im Barrio von Guindalera im Stadtbezirk Salamanca. Die Station Ventas der Metro-Linien 2 und 5 befindet sich in unmittelbarer Nähe der Arena. Ebenfalls zu erreichen ist Las Ventas mit den Buslinien 12, 21, 38, 53, 106, 110 und 146.

## Bilder

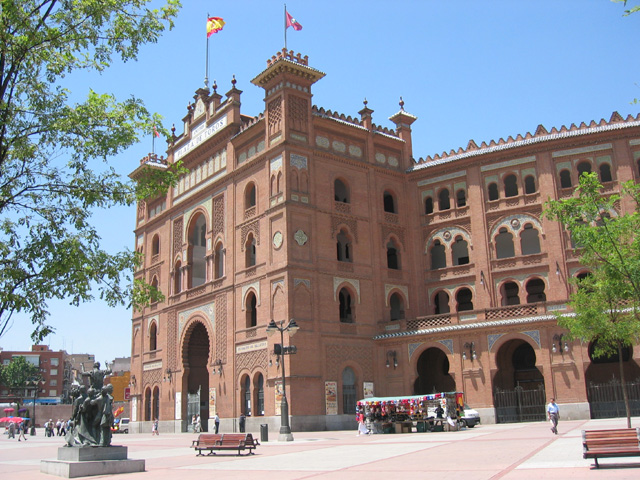
Hauptportal auf der Calle de Alcalá
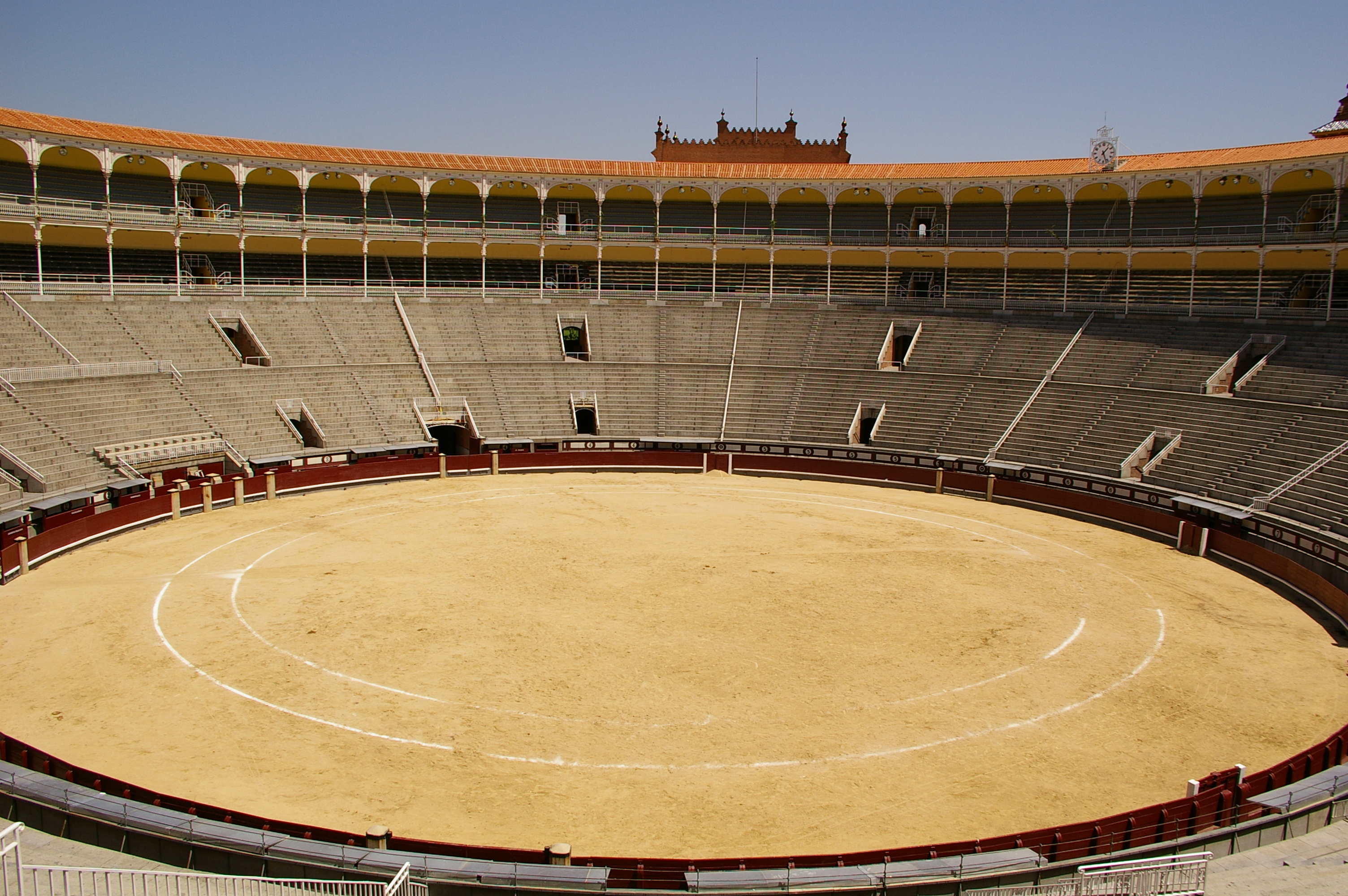
Innenansicht
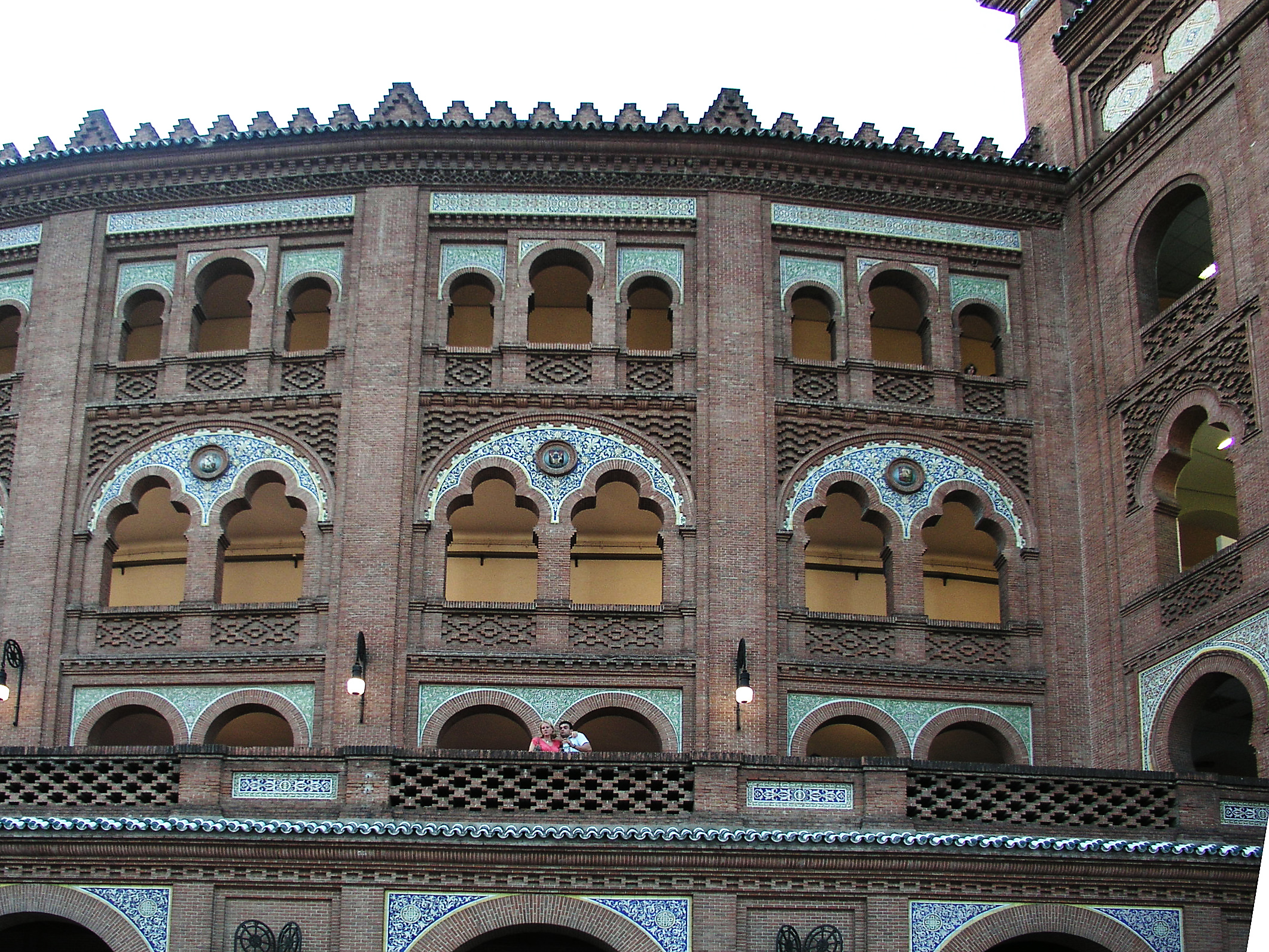
Charakteristische Hufeisenbögen und Azulejos des Neomudéjar
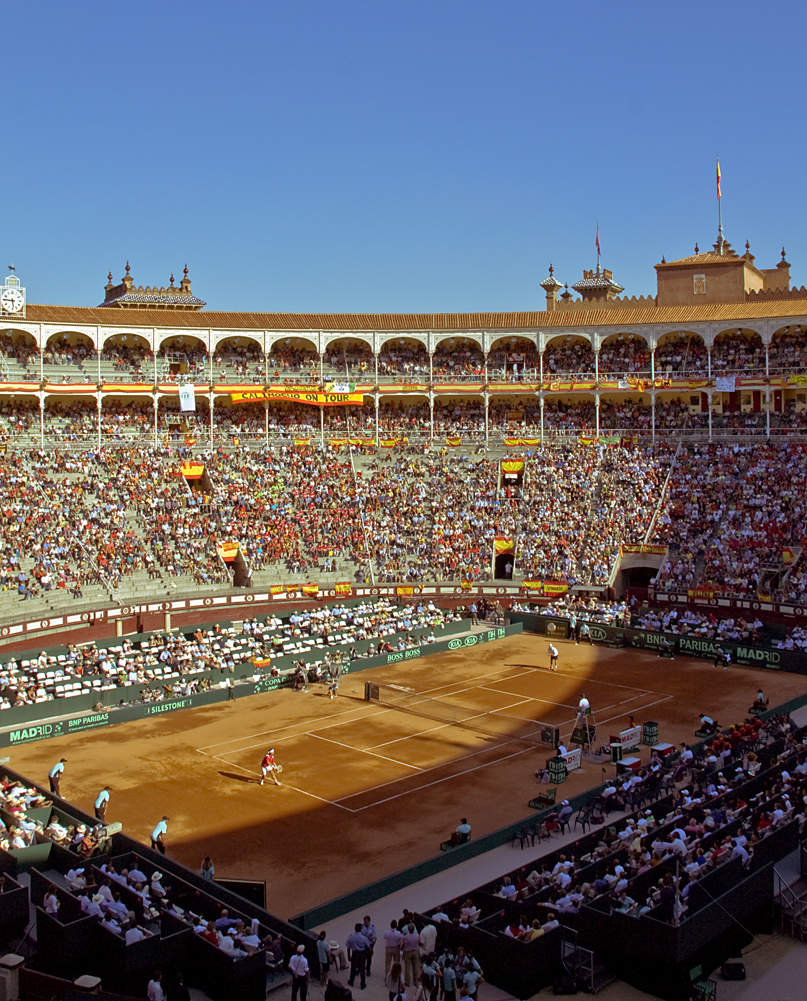
Las Ventas als Daviscupschauplatz 2008
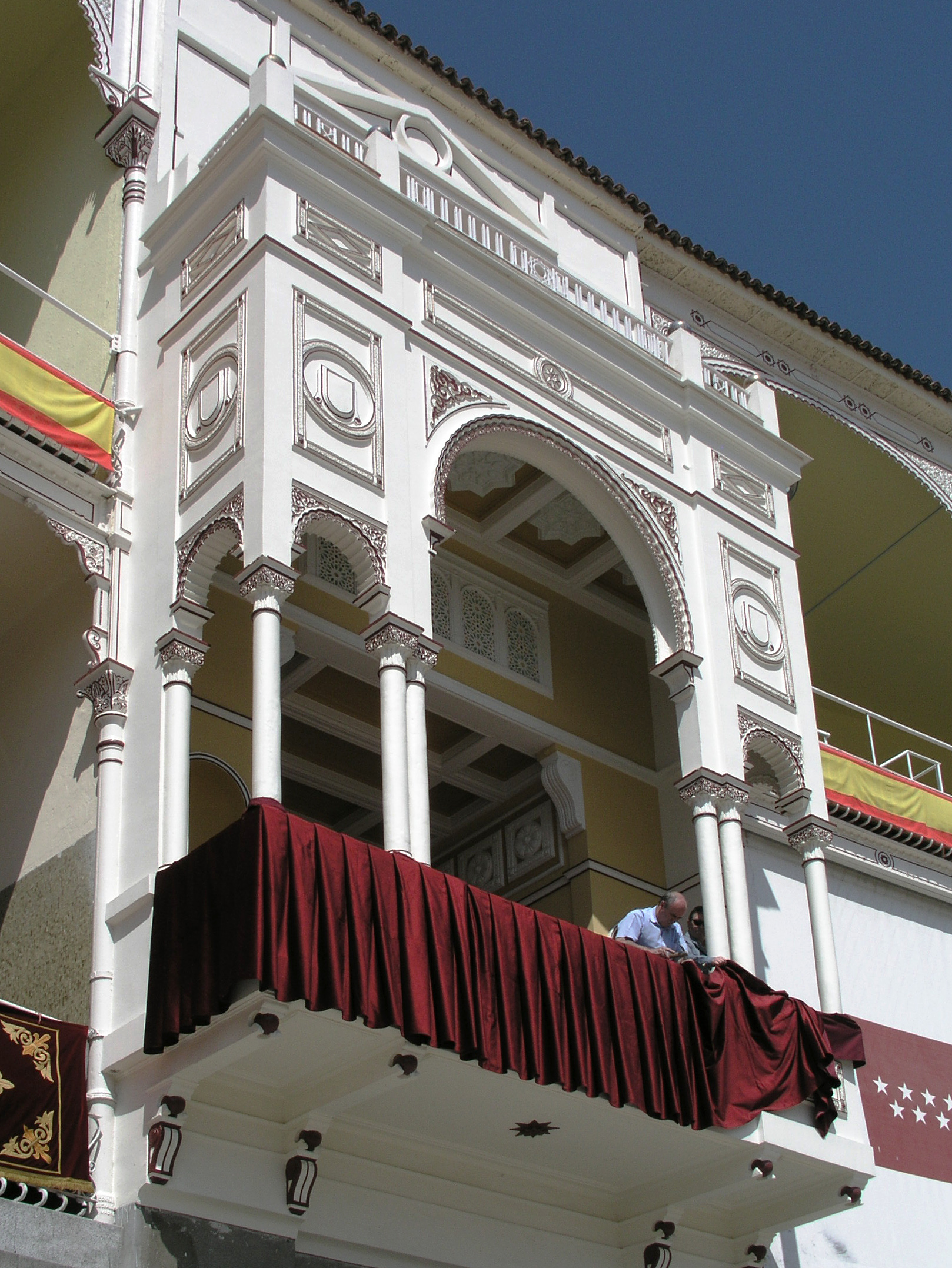
Königliche Loge